# VMU
O Visual Memory Unit (VMU), chamado também de Visual Memory System (ビジュアルメモリ Bijuaru Memori) (VMS) no Japão e na Europa, é o principal cartão de memória da Sega para o console Dreamcast. O dispositivo possui uma tela de cristal líquido (LCD), capacidade para jogos em multijogador (por vias da sua entrada na parte superior), função de segunda tela, relógio de tempo real, gerenciador de arquivos, memória flash interna e capacidade sonora. Antes do lançamento do Dreamcast, uma versão especial da franquia Godzilla, com um jogo de animal de estimação virtual, foi lançada em 30 de julho de 1998, no Japão.
Por mais que sua função mais básica seja a de ser um dispositivo de armazenamento, o VMU também pode ser utilizado como uma tela auxiliar durante o gameplay e, por vias do uso de programas adicionais (distribuídos como extras nas GD-ROMs do Dreamcast), também funciona como um console portátil. Funções similares a de um console incluem a tela, alto-falantes, um botão direcional, quatro botões de ação, a função de interagir com outros VMUs, e a habilidade de baixar jogos adicionais. A cor padrão do VMU é branca, mas outras cores existem. O Japão recebeu o lançamento de VMUs personalizados pela Sonic Team, Capcom e Hello Kitty.

## Hardware

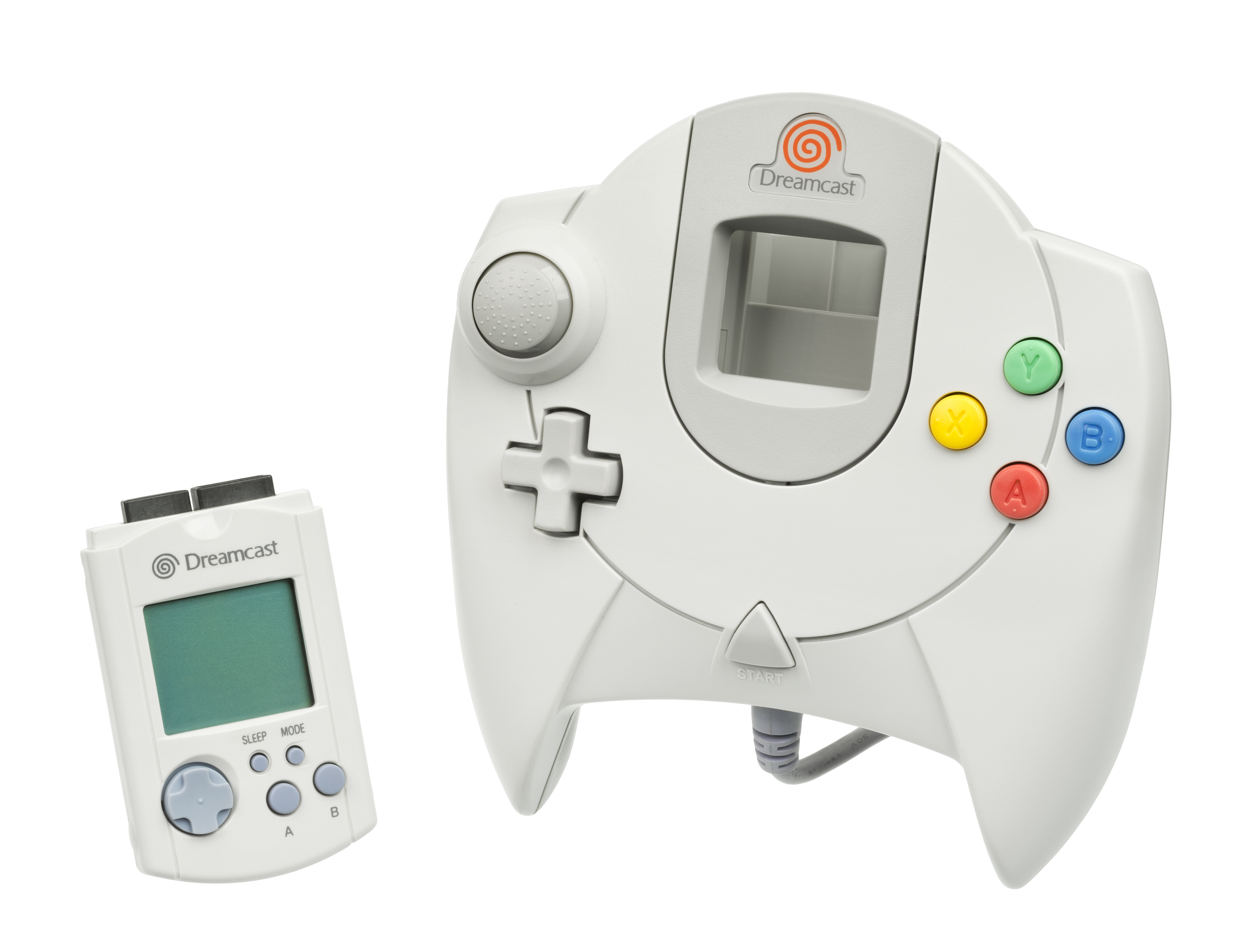
A VMU é encaixada em um dos dois slots do controle; quando encaixado no primeiro slot, a tela se torna visível para o jogador.

Para ser usado como um memory card e segunda tela, o VMU é plugado diretamente em um dos dois slots de um controle do Dreamcast (duas VMUs podem ser plugadas em cada controle, somando até oito VMUs por Dreamcast).
Logo que utilizado pela primeira vez, o jogador é solicitado a colocar a data e hora, e então selecionar uma
das miniaturas para utilização de fundo da VMU (vários jogos de Dreamcast podem oferecer imagens de fundo diferenciadas para o aparelho). Essa imagem é mostrada enquanto o Dreamcast está na tela de menu operacional de sistema.
Quando o VMU é utilizado independentemente do Dreamcast, o VMU funciona como um gerenciador de arquivos, relógio/calendário (com animações de relógio personalizadas) e como um console portátil. VMUs podem ser conectados diretamente um com o outro para facilitar a transferência de arquivos, e para jogatina multiplayer.
O VMU funciona com duas baterias CR-2032 de lithium, das quais são colocadas na traseira do VMU, numa tampa fechada por parafusos. Sem a bateria, a VMU ainda pode ser utilizada como um memory card e tela auxiliar, mas não pode jogar os minigames. Além disso, o VMU sem bateria pode bipar quando o Dreamcast estiver ligado (desde que a VMU esteja conectada num controle de Dreamcast).

### Especificações técnicas
- CPU: Sanyo LC8670 (CPU de 8-bit)
- Memória: 128 KB de memória flash
- Tela: 48 mm × 32 mm, LCD
- Som: 1-canal
- Botões: Direcional digital, 4 botões de ação, 1 botão reset.
- Funções: Cartão de memória, segunda tela, minigames/aplicativos, calendário, transferência de arquivos
- Tamanho da tela: 37 mm × 26 mm (1,46 polegadas × 1,02 polegadas)
- Dimensões (largura × altura × profundidade): 47 mm × 80 mm × 16 mm (1,85 polegadas × 3,15 polegadas × 0,63 polegadas)
- Bateria: Duas baterias CR2032 com função auto-off
- Peso: 45 g

O VMU possui 128 KB de memória flash. Todavia, 28 KB são reservados por padrão para uso do sistema, deixando 100 KB de armazenamento livre para dados, do qual é dividido em 200 "blocos" - um block equivale a 512 bytes. Nos últimos anos, programas caseiros como o Dream Explorer (conhecido como VMU Tool) permitem os usuários a desbloquear 44 blocos extras (22 KB) de espaço reservado, aumentando a capacidade geral do VMU para 244 blocos. Não obstante, alguns jogos podem ficarem inaptos de reconhecer o memory card caso isso tenha sido feito, embora não exista algum relato além do DreamKey/DreamPassaport e o Metropolis Street Racer.

## Minigamese funções durante o jogo

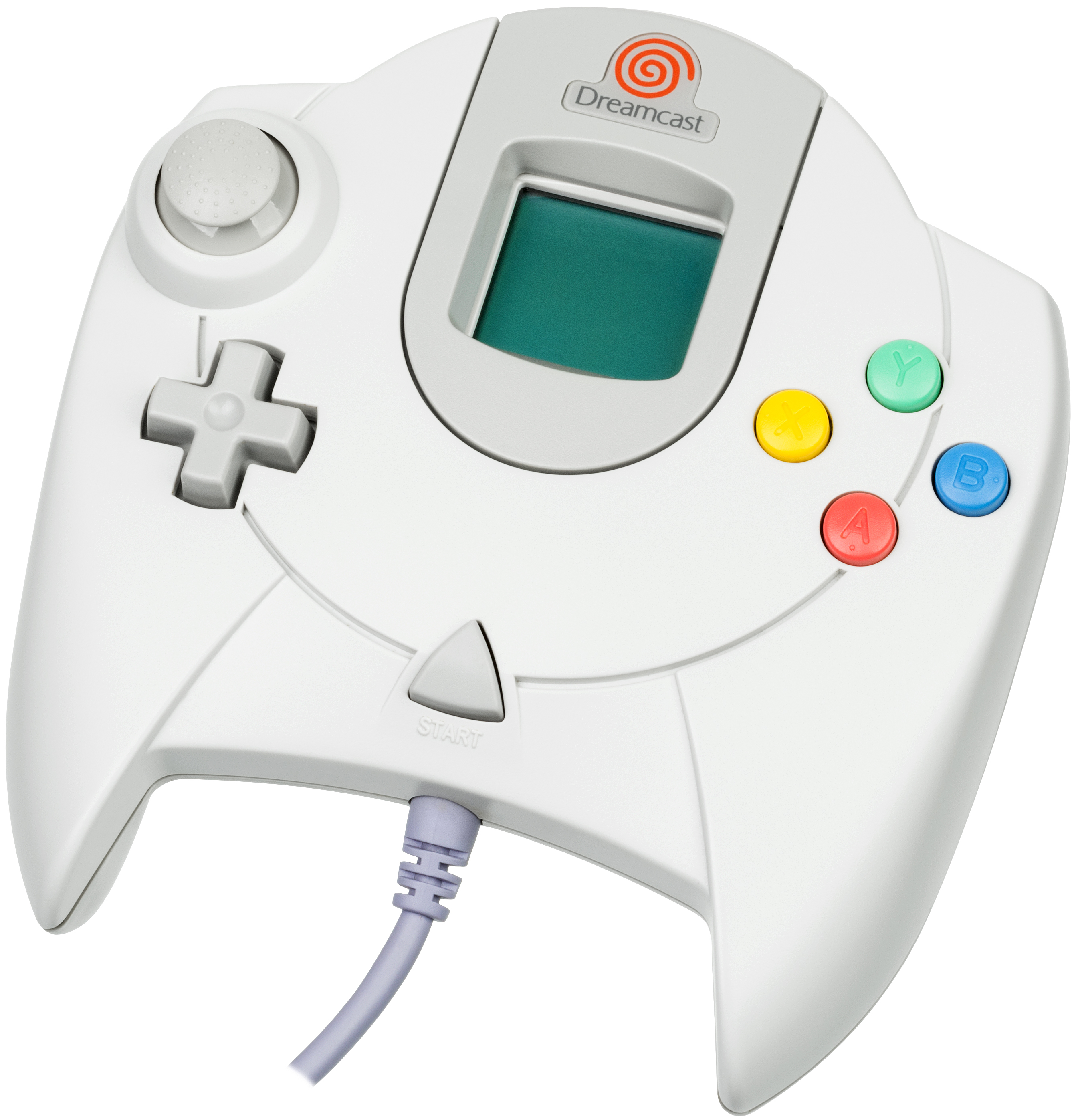
VMU acoplado a um controle de um Dreamcast.

Alguns jogos para Dreamcast possuem minigames que podem ser baixados para a VMU. Por exemplo, a franquia Sonic Adventure inclui o minigame Chao Adventure (Chao Adventure e Chao Adventure 2, que inclui mais atividades e itens). Nesses jogos, os jogadores podem transferir ovos de Chaos para a VMU, e participar de várias atividades para aumentar as estatísticas de seus ovos Chaos chocados, no qual eles podem transferir o Chao aperfeiçoado para o jogo do Dreamcast. No jogo Sega GT tem o Pocket GT, um jogo de corrida visto de cima ao estilo dos jogos de 8-bit da série SpyHunter.
Em outros jogos, estatísticas como condição da saúde, são mostrados no VMU para comodidade (como nos jogos da série Resident Evil), ou para melhorar a jogatina multiplayer (por exemplo, NFL2K2 permitia o VMU mostrar jogos secretos não mostrados para outros jogadores). Há ainda uma grande quantidade de jogos caseiros, sendo criações originais, ou adaptações de outros jogos, dos quais são distribuídos gratuitamente pela Internet.
| Jogo do Dreamcast                             | Jogo para o VMU                                                                                  | Funções durante o jogo                                   |
| --------------------------------------------- | ------------------------------------------------------------------------------------------------ | -------------------------------------------------------- |
| Cardcaptor Sakura: Tomoyo no Video Daisakusen | Três minigames: - Breakout - Oyatu - Tobakero Relógio (quatro temas)                             | ?                                                        |
| Carrier                                       | —                                                                                                | Condição da saúde da personagem                          |
| D2                                            | Photo viewer                                                                                     | Compass                                                  |
| Dino Crisis                                   | —                                                                                                | - Condição da saúde da personagem - Contador de munições |
| Evil Twin: Cyprien's Chronicles               | Quatro minigames (baixáveis)                                                                     | ?                                                        |
| Evolution: The World of Sacred Device         | ?                                                                                                | Condição da saúde da personagem                          |
| Evolution 2: Far Off Promise                  | Relógio de 12 horas                                                                              | —                                                        |
| F355 Challenge                                | —                                                                                                | Conectividade arcade                                     |
| Godzilla Generations (versão japonesa)        | Três minigames: - Atsumete Godzilla - Gamera Dream Battle - Mothra Dream Battle                  | ?                                                        |
| Jet Set Radio / Jet Grind Radio               | Transferência de graffiti                                                                        | —                                                        |
| Marvel vs. Capcom 2: New Age of Heroes        | Transferência de personagens, cores e fases                                                      | Conectividade arcade                                     |
| Namco Museum                                  | Pac-It                                                                                           | —                                                        |
| NBA 2K / 2K1 / 2K2                            | —                                                                                                | Estatísticas da equipe                                   |
| 2K1 / NFL 2K2\|2K2 / NFL Blitz\|Blitz         | ?                                                                                                | Um segredo toca                                          |
| Pop'n Music séries                            | Pop'n Music Anywhere minigame                                                                    | Virtual Pop'n Music controller                           |
| Power Stone                                   | Três minigames: - Gunrock’s Gun-Gun Slot - Falcon’s Aerial Adventure - Ayame’s Shuriken Training | ?                                                        |
| Power Stone 2                                 | Ver e trocar itens                                                                               | ?                                                        |
| Quake III Arena                               | Minigame de labirinto                                                                            | Animações                                                |
| Ready 2 Rumble                                | ?                                                                                                | - Contagem de golpes - Porcentagem de acertos            |
| Resident Evil series                          | ?                                                                                                | Condição da saúde da personagem                          |
| Sakura Wars 3                                 | ?                                                                                                | - Mensagens de Kinematron - Mapa da área                 |
| Seaman                                        | Organizar e aumentar comida para o Seaman                                                        | Status do microfone de Seaman                            |
| Sega GT                                       | Pocket GT (Japão, Europa e Estados Unidos)                                                       | —                                                        |
| Sega Rally 2                                  | Status e recordes                                                                                | —                                                        |
| Shenmue                                       | Shenmue Goodies                                                                                  | Instruções no treino                                     |
| Silent Scope                                  | ?                                                                                                | Visualizar o escopo do rifle de atirador                 |
| Skies of Arcadia                              | Pinta's Quest                                                                                    | Alerta de Cham                                           |
| Sonic Adventure                               | Chao Adventure                                                                                   | Animação de Chao                                         |
| Sonic Adventure 2                             | Chao Adventure 2                                                                                 | —                                                        |
| Sonic Shuffle                                 | —                                                                                                | Um segredo toca                                          |
| Soul Calibur (versão japonesa)                | Três minigames                                                                                   | Personagens animados                                     |
| Super Magnetic Neo                            | —                                                                                                | Alertas sobre áreas secretas                             |
| Tech Romancer                                 | Três minigames                                                                                   | ?                                                        |
| Time Stalkers                                 | Cinco minigames                                                                                  | —                                                        |
| Tokyo Bus Guide                               | Traffic Signs Quiz                                                                               | ?                                                        |
| TrickStyle                                    | TrickStyle Jr.                                                                                   | ?                                                        |
| Virtua Tennis                                 | ?                                                                                                | Competições em wireframe                                 |
| Zombie Revenge                                | Três minigames                                                                                   | ?                                                        |